# Henriettea horridula
Henriettea horridula är en tvåhjärtbladig växtart som beskrevs av Pilg.. Henriettea horridula ingår i släktet Henriettea och familjen Melastomataceae. Inga underarter finns listade i Catalogue of Life.